# دورفشتتن
دورفشتتن (به آلمانی: Dorfstetten) یک منطقهٔ مسکونی در اتریش است که در ناحیه ملک واقع شده‌است. دورفشتتن ۶۳۲ نفر جمعیت دارد.